# Orit Kolodni
Orit Kolodni (ur. 14 grudnia 1965) – izraelska lekkoatletka specjalizująca się w biegach sprinterskich. 
W 1989 startowała w halowych mistrzostwach świata odpadając w eliminacjach biegów na 60 i 200 metrów. Zajęła ósme miejsce w biegu na 400 metrów podczas uniwersjady w Sheffield (1991), w tym samym roku podczas mistrzostw świata odpadła w półfinałe na 200 metrów oraz w eliminacjach na dwukrotnie dłuższym dystansie. Siedmiokrotna złota medalistka mistrzostw Izraela, była rekordzistka kraju.